# Alas and Alack
Alas and Alack est un film muet américain réalisé par Joseph De Grasse et sorti en 1915.

## Fiche technique
- Réalisation : Joseph De Grasse
- Date de sortie :  États-Unis : 10 octobre 1915

## Distribution
- Cleo Madison : la pêcheuse et femme du pêcheur
- Arthur Shirley
- Lon Chaney